# Hans von Sagan
Hans è un personaggio del folklore prussiano.

## Descrizione
La leggenda popolare vuole che Hans fosse un calzolaio originario di Kneiphof, un quartiere di Königsberg. Nel punto cruciale della battaglia di Rudau svoltasi nel 1370 tra i Cavalieri Teutonici ed il Granducato di Lituania, Hans giunse sul campo di battaglia e prese tra le mani lo stendardo di Henning Schindekop e iniziò a correre incitando i soldati a combattere e guidando inconsapevolmente alla vittoria i Teutonici. Quando il Gran maestro Winrich von Kniprode chiese ad Hans cosa volesse come ricompensa per l'azione eroica, il ciabattino chiese che la cittadina di Kneiphof dove abitava potesse ricevere annualmente e gratuitamente delle botti di birra di quella prodotta presso il castello di Königsberg. Questa birra, i cui barili venivano consegnati tradizionalmente il giorno dell'Ascensione, divenne nota come Schmeckbier.
Presso il quartiere di Kneiphof venne costruito un monumento ad Hans von Sagan, mentre una sua statua si trovava sulla cima del castello di Königsberg. Fino a la fine della seconda guerra mondiale, la Hans-Sagan-Straße era una via nel quartiere nord di Königsberg. Anche la città di Brema negli anni '70 dell'Ottocento gli ha dedicato una statua a grandezza naturale. Hans von Sagan e una figura d'identificazione per artigiani e calzolai, come Hans Sachs e San Crispino.
L'ispirazione per il personaggio di Hans von Sagan fu probabilmente la figura del duca Balthasar von Sagan, che nel 1455 guidò le truppe ausiliarie dei cavalieri teutonici contro i ribelli di Kneiphof nel corso della Guerra dei tredici anni.